# 27675 Paulmaley
27675 Paulmaley è un asteroide della fascia principale. Scoperto nel 1981, presenta un'orbita caratterizzata da un semiasse maggiore pari a 2,3517012 au e da un'eccentricità di 0,1907730, inclinata di 24,69670° rispetto all'eclittica.